# Ludwik Bar
Ludwik Bar (ur. 5 lutego 1906 w Olchowcach, zm. 16 lutego 1999 w Warszawie) – polski prawnik, profesor nauk prawnych, encyklopedysta.

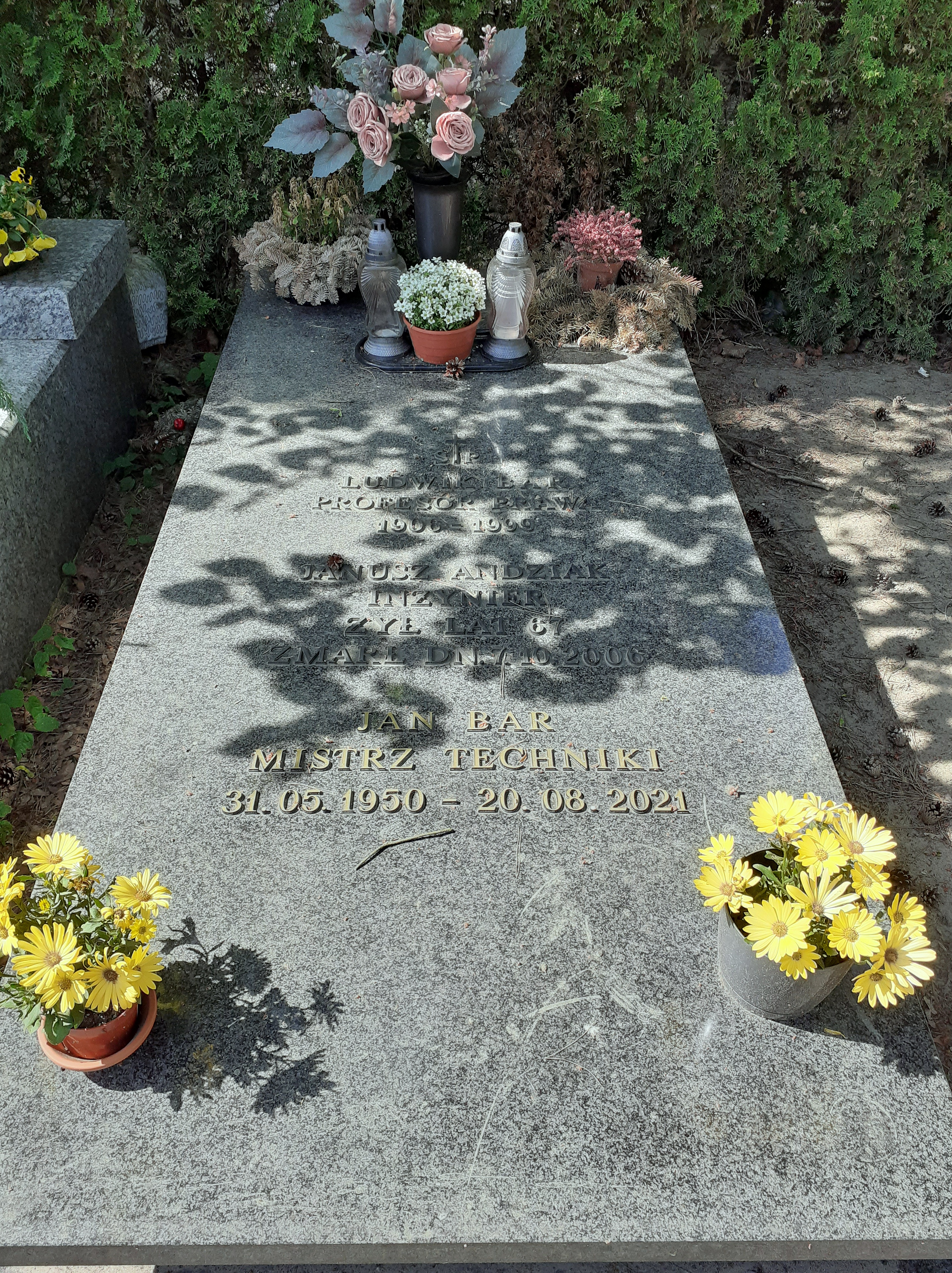
Grobowiec rodzinny Ludwika Bara

## Życiorys
Urodził się 5 lutego 1906 w Olchowcach. Był synem Jana (rolnik w Olchowcach). Miał brata Stanisława (ur. 1901).
Uczył się w Państwowym Gimnazjum im. Królowej Zofii w Sanoku, w którym zdał egzamin dojrzałości 18 maja 1926 w trakcie przewrotu majowego (w jego klasie byli m.in. Stanisław Buczek, Mikołaj Deńko, Bronisław Kocyłowski, Marian Strzelbicki). Podczas nauki szkolnej był harcerzem w Sanoku, w 1923 drużynowym II Drużyny im. Tadeusza Kościuszki, od 1924 komendantem sanockiego hufca harcerzy (opiekunem hufca był wówczas Marian Szajna), przed 1928 na urlopie. Studiował na Wydziale Prawa Uniwersytetu Jagiellońskiego w Krakowie, a następnie na Wydziale Prawa Uniwersytetu Stefana Batorego w Wilnie, gdzie uzyskał tytuł doktora w 1932. Podczas Jubileuszowego Zlotu Związku Harcerstwa Polskiego w Spale w lipcu 1935 w stopniu harcmistrza był kierownikiem działu drużyn harcerskich zagranicznych.
W czasie II wojny światowej przebywał na Zachodzie, gdzie służył najpierw we francuskich oddziałach, a następnie Polskich Siłach Zbrojnych w Wielkiej Brytanii, a prócz tego kontynuował działalność dydaktyczną i wykładał prawo administracyjne na Polskim Wydziale Prawa Uniwersytetu Oksfordzkiego. Do 16 marca 1943 roku, w stopniu podporucznika rezerwy, był oficerem oświatowym 2 batalionu strzelców po czym został przeniesiony do Polskich Sił Powietrznych. Posiadał numer służbowy RAF P-2265. Do Polski wrócił w 1947.

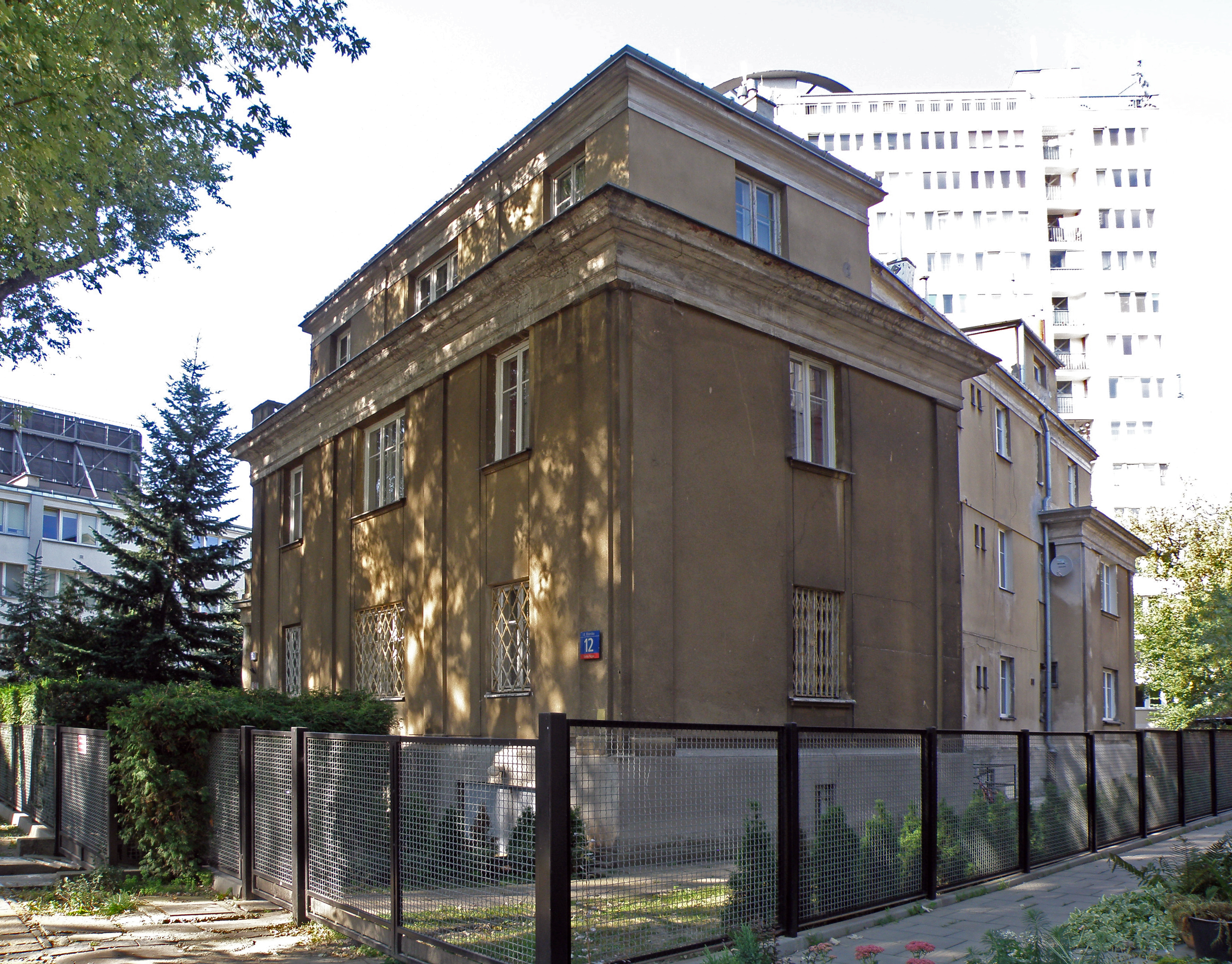
Willa przy ul. Elsterskiej 12 w Warszawie

Później wykładał kolejno na Uniwersytecie Łódzkim (1947–1949), Akademii Nauk Politycznych (1948–1949), Szkole Głównej Planowania i Statystyki oraz Uniwersytecie Warszawskim, gdzie uzyskał habilitację (1962), a od 1969 do 1976 pracował na stanowisku profesora. Od 1963 do przejścia na emeryturę był związany także z Instytutem Państwa i Prawa Polskiej Akademii Nauk. Ponadto należał do ciał doradczych władz państwowych: do Rady Legislacyjnej przy prezesie Rady Ministrów, Rady Państwowego Arbitrażu Gospodarczego i Komisji ds. Reformy Gospodarczej. W kwietniu 1982 został powołany przez Prezesa Rady Ministrów w skład 26-osobowej Konsultacyjnej Rady Gospodarczej pod przewodnictwem prof. Czesława Bobrowskiego.
6 listopada 1986 otrzymał tytuł doktora honoris causa Uniwersytetu Wrocławskiego (promotorem był prof. Adam Chełmoński).
Był specjalistą prawa administracyjnego, publicznego prawa gospodarczego i prawa budowlanego oraz autorem wielu publikacji w tym zakresie.
Mieszkał m.in. w willi przy ulicy Elsterskiej na Saskiej Kępie w Warszawie. Zmarł w Warszawie. Został pochowany na Cmentarzu Wojskowym na Powązkach w Warszawie (kwatera 3A tuje-3-31).

## Publikacje
- Czynniki kontroli w samorządzie terytorialnym (1931)
- Prawo rozwiązywania reprezentacji w samorządzie terytorialnym (1934)
- Zagadnienie członkostwa w samorządzie (1934)
- Prawo gromadzkie: przepisy prawne dotyczące gromady i jej organów, zakresu i zasad działalności, gospodarki gromadzkiej oraz nadzoru nad gromadą (1937)
- Wykorzystanie niektórych doświadczeń brytyjskiego local government (1943)
- Prawo karno-administracyjne (1950)
- Nauka administracji i prawo administracyjne: uzupełnienia do wykładów. Postępowanie administracyjne, karno-administracyjne i przymusowe w administracji. Z. 3 (1950, współautor: Jerzy Starościak)
- Informator budowlany techniczno-prawny (1955, współautor: Gustaw Szymkiewicz)
- Mała encyklopedia prawa (1960)
- Podstawowe zasady prawa budowlanego (1961)
- Sądowa kontrola administracji w Anglii (1962)
- Kodeks budowlany. Komentarz (1962)
- Droit public (1963)
- Prawo budowlane: Budownictwo specjalne. Kwalifikacje fachowe w budownictwie powszechnym. Państwowy nadzór budowlany (1968, współautorzy: Stanisław Serejko, Henryk Caban)
- Kodeks budowlany: przepisy i objaśnienia (1967)
- Położenie prawne przedsiębiorstwa państwowego w sferze prawa administracyjnego (1968)
- Rola rad narodowych w zarządzaniu gospodarką narodową (1968, współautor: Zygmunt Rybicki)
- Mały słownik urbanistyczny (1969, współautor: Władysław Sieroszewski)
- Grupowanie przedsiębiorstw państwowych. Zagadnienie prawne (1972)
- Instytucje prawa administracyjnego europejskich państw socjalistycznych (1973)
- Przepisy o państwowych organizacjach gospodarczych: Bułgaria, Niemiecka Republika Demokratyczna, Związek Radziecki (1974)
- Obcojęzyczny słownik prawniczy: Cześć polsko-niemiecka (1974)
- Instytucje prawne w gospodarce narodowej (1981)
- Prawo, administracja, gospodarka (1983, współautor: Janusz Łętowski)
- Ochrona prawna praw przedsiębiorstwa i samorządu jego załogi (1984, referat)
- Słownik prawniczy polsko-angielski (1986)
- Słownik prawniczy polsko-niemiecki (1987)
- Zagadnienia prawne w dalszej realizacji reformy gospodarczej (w II etapie) (1987, referat)
- Instytucje prawne w reformowanej gospodarce narodowej (1989)
- Prawo międzynarodowe prywatne i karne

## Ordery i odznaczenia
- Złoty Krzyż Zasługi (1955, za zasługi w pracy zawodowej w dziedzinie budownictwa mieszkaniowego)[16]
- Krzyż Kawalerski Orderu Odrodzenia Polski[17]
- Krzyż Oficerski Orderu Odrodzenia Polski[17]
- Order Sztandaru Pracy II klasy[18]
- Krzyż Komandorski z Gwiazdą Orderu Odrodzenia Polski (1995, za wybitne osiągnięcia w pracy naukowej)[19]